# Swain (cheval)
Swain (1992-2022) est un cheval de course pur-sang, meilleur cheval d'âge d'Europe en 1998.

## Carrière de courses

Casaque de Cheikh Mohammed

Swain déboule tardivement mais comme un bulldozer, en mai 1995, trop tard pour préparer les classiques de printemps. Mais d'emblée il montre sa puissance et sa tenue, alignant cinq victoires en autant de sorties, et grimpant les échelons jusqu'au Grand Prix de Deauville, qu'il remporte en août. Invaincu, et n'ayant pas montré ses limites, Swain s'aligne ensuite au départ du Prix de l'Arc de Triomphe dont il est, malgré son parcours atypique qui ne lui a pas encore fait fréquenter les groupe 1, il est le deuxième favori derrière un autre 3 ans étrange, Lammtarra. C'est ce dernier qui s'impose, étoile filante qui n'aura foulé les hippodromes qu'à quatre reprises, mais Swain, bon troisième, n'a pas à rougir pour sa première sortie en pareille compagnie.  
En 1996, Swain effectue sa rentrée dans le Prix Ganay à Longchamp où il conclut à la troisième place, puis pour son premier déplacement à l'étranger il s'adjuge la Coronation Cup à Epsom, au nez et à la barbe de son compagnon de casaque Singspiel, cheval tardif qui commence à peine à s'affirmer parmi les tout meilleurs. Dans le Grand Prix de Saint-Cloud, il trouve sur sa route le 3 ans Hélissio, mais il remporte sa préparatoire pour l'Arc, le Prix Foy, face à l'Anglais Pentire, vainqueur en juillet des King George VI & Queen Elizabeth Stakes. Dans le grand rendez-vous d'octobre, pourtant, il échoue au pied du podium tandis que Hélissio s'envole, mais termine sa saison par une bonne troisième place dans la Breeders' Cup Turf derrière Pilsudski et Singspiel.   
La saison 1997 est courte pour Swain, qui arbore une nouvelle casaque toute bleue, celle de l'écurie Godolphin que son propriétaire et éleveur, Cheikh Mohammed, a lancé pour rassembler les effectifs de la famille Maktoum. Ayant quitté les boxes d'André Fabre à Chantilly pour ceux de Saeed bin Suroor à Newmarket, il l'étrenne tardivement, en juillet, dans les Princess of Wales's Stakes, un groupe 2 dans lequel il échoue d'une courte tête face à Shantou, vainqueur du St. Leger 1996 qui est resté, lui, sous les couleurs de l'écurie personnelle de Cheikh Mo. Dans les King George, Swain signe le plus beau succès de sa carrière et prend une double revanche sur Pilsudski, deuxième, et Hélissio, troisième. De quoi envisager avec sérénité une troisième participation au Prix de l'Arc de Triomphe, mais ce sera la moins fructueuse, puisqu'il ne peut faire mieux que septième de cette édition survolée par le crack Peintre Célèbre, sous la selle de celui qui devient son partenaire privilégié, Lanfranco Dettori.  
Mais Swain n'est pas fini. À 6 ans, il réapparaît du côté de Nad Al Sheba pour la Dubaï World Cup, cette course aux millions créée par son propriétaire. Bien qu'il découvre à cette occasion une surface, le dirt, où en bon européen il n'a jamais posé le sabot, il ne s'incline qu'à l'issue d'une lutte acharnée face au champion américain Silver Charm. Placé ensuite dans la Coronation Cup et les Hardwicke Stakes, il renoue avec le succès dans les King George, où il met à la raison le Derby-winner High-Rise, et devient ainsi, non seulement le premier cheval à réussir un doublé dans cette sorte d'Arc de l'été qu'est la grande épreuve d'Ascot depuis l'inoubliable Dahlia (seule la grande Enable les imitera plus tard, réussissant même un triplé), mais aussi le plus vieux vainqueur au palmarès de cette course. Vétéran superbe, Swain enchaîne avec les Champion Stakes, où il défait l'excellente Alborada, ces deux succès lui vaudront en fin d'année le titre de cheval d'âge européen de l'année. Plutôt que retenter sa chance pour la quatrième fois dans l'Arc, Swain achève sa carrière dans la Breeders' Cup Classic, chasse gardée des Américains où il s'aventure fort de son unique et bonne expérience du dirt à Dubaï. La course est relevée et il fait très bonne figure, accrochant la troisième place derrière Awesome Again et Silver Charm, et devant Victory Gallop et autres Skip Away. Swain peut, après dix victoires et dix places en vingt-deux sorties, se retirer au haras nanti d'un formidable palmarès.  

### Résumé de carrière
| Date         | Hippodrome      | Pays        | Course                               | Statut      | Distance    | Jockey      | Place       | Écart       | Vainqueur ou deuxième |
| 1995, 3 ans  | 1995, 3 ans     | 1995, 3 ans | 1995, 3 ans                          | 1995, 3 ans | 1995, 3 ans | 1995, 3 ans | 1995, 3 ans | 1995, 3 ans | 1995, 3 ans           |
| ------------ | --------------- | ----------- | ------------------------------------ | ----------- | ----------- | ----------- | ----------- | ----------- | --------------------- |
| 1er mai      | Saint-Cloud     | France      | Prix Birum                           | Maiden      | 2 800 m     | T. Jarnet   | 1er / 9     | 3           | Deydamar              |
| 23 mai       | Saint-Cloud     | France      | Prix Or du Rhin                      | Conditions  | 2 800 m     | T. Jarnet   | 1er / 7     | 1           | Shanawi               |
| 16 juin      | Saint-Cloud     | France      | Prix du Lys                          | Gr. 3       | 2 800 m     | T. Jarnet   | 1er / 5     | 2 ½         | Madaiyn               |
| 10 août      | Chantilly       | France      | Prix de Reux                         | Listed      | 2 500 m     | T. Jarnet   | 1er / 6     | enc.        | Lord of Appeal        |
| 27 août      | Deauville       | France      | Grand Prix de Deauville              | Gr. 2       | 2 500 m     | T. Jarnet   | 1er / 9     | 3/4         | Zilzal Zamaan         |
| 1er octobre  | Longchamp       | France      | Prix de l'Arc de Triomphe            | Gr. 1       | 2 400 m     | M. Kinane   | 3e / 16     | 2 ¾         | Lammtarra             |
| 1996, 4 ans  |                 |             |                                      |             |             |             |             |             |                       |
| 28 avril     | Longchamp       | France      | Prix Ganay                           | Gr. 1       | 2 100 m     | T. Jarnet   | 3e / 10     | 3/4         | Valanour              |
| 8 juin       | Epsom           | Royaume-Uni | Coronation Cup                       | Gr. 1       | 2 400 m     | L. Dettori  | 1er / 4     | enc.        | Singspiel             |
| 30 juin      | Saint-Cloud     | France      | Grand Prix de Saint-Cloud            | Gr. 1       | 2 400 m     | T. Jarnet   | 2e / 9      | 1           | Hélissio              |
| 15 septembre | Longchamp       | France      | Prix Foy                             | Gr. 2       | 2 400 m     | T. Jarnet   | 1er / 5     | 1/2         | Pentire               |
| 6 octobre    | Longchamp       | France      | Prix de l'Arc de Triomphe            | Gr. 1       | 2 400 m     | T. Jarnet   | 4e / 16     | 6           | Hélissio              |
| 26 octobre   | Woodbine        | Canada      | Breeders' Cup Turf                   | Gr. 1       | 2 400 m     | O. Peslier  | 3e / 14     | 2 ½         | Pilsudski             |
| 1997, 5 ans  |                 |             |                                      |             |             |             |             |             |                       |
| 8 juillet    | Newmarket       | Royaume-Uni | Princess of Wales's Stakes           | Gr. 2       | 2 400 m     | M. Kinane   | 2e / 7      | tête        | Shantou               |
| 26 juillet   | Ascot           | Royaume-Uni | King George VI & Queen Elizabeth St. | Gr. 1       | 2 400 m     | J. A. Reid  | 1er / 8     | 1           | Pilsudski             |
| 18 septembre | Newbury         | Royaume-Uni | Arc Trial                            | Listed      | 2 200 m     | L. Dettori  | 3e / 5      | tête        | Posidonas             |
| 5 octobre    | Longchamp       | France      | Prix de l'Arc de Triomphe            | Gr. 1       | 2 400 m     | L. Dettori  | 7e / 18     | 8           | Peintre Célèbre       |
| 1998, 6 ans  |                 |             |                                      |             |             |             |             |             |                       |
| 28 mars      | Nad Al Sheba    | Dubaï       | Dubaï World Cup                      | Gr. 1       | 2 000 m     | M. Kinane   | 2e / 9      | cte tête    | Silver Charm          |
| 5 juin       | Epsom           | Royaume-Uni | Coronation Cup                       | Gr. 1       | 2 400 m     | L. Dettori  | 2e / 7      | 1 ¼         | Silver Patriarch      |
| 19 juin      | Ascot           | Royaume-Uni | Hardwicke Stakes                     | Gr. 2       | 2 400 m     | L. Dettori  | 3e / 7      | 2           | Posidonas             |
| 25 juillet   | Ascot           | Royaume-Uni | King George & Queen Elizabeth St.    | Gr. 1       | 2 400 m     | L. Dettori  | 1er / 8     | 1           | High-Rise             |
| 12 septembre | Leopardstown    | Irlande     | Irish Champion Stakes                | Gr. 1       | 2 000 m     | L. Dettori  | 1er / 8     | 1           | Alborada              |
| 7 novembre   | Churchill Downs | États-Unis  | Breeders' Cup Classic                | Gr. 1       | 2 000 m     | L. Dettori  | 3e / 10     | 1           | Awesome Again         |

## Au haras
Sa retraite bien méritée, Swain la passe d'abord à l'antenne américaine de Shadwell, dans le Kentucky, où il reste avant d'émigré au Canada, à Ascot Stud dans l'Ontario en 2010. Il n'a connu qu'un succès limité comme étalon, et a vu passer son tarif de $ 35 000 lors de sa première saison à $ CAN 3 500 lors de sa dernière en 2011. Il a toutefois donné une lauréate de groupe 1, Dimitrova, qui s'adjugea les Flower Bowl Invitational Stakes. Après deux années au Canada, Swain fut mis à la retraite et renvoyé dans le Kentucky terminer ses jours à la Old Friends Retirement Farm, un haras accueillant de vieux champions. Il y passera onze années, jusqu'à ses 30 ans, et il est euthanasié en 2022 en raison des infirmités dues à son grand âge. 

## Origines
Swain est, avec l'Arc-winner Bago, le meilleur fils de Nashwan, prodigieux champion de Hamdan Al Maktoum qui aligna les succès dans les 2000 Guinées, le Derby, les Eclipse Stakes et les King George. Sa famille maternelle est une brillante lignée de championnes canadiennes élevée par E.P. Taylor, que l'on peut faire remonter à Nangela, deuxième des Natalma Stakes en 1967, et mère de Square Angel. Championne des 3 ans canadiennes en 1973 et membre du Hall of Fame des courses canadiennes, elle remporta les Canadian Oaks et, de l'autre côté de la frontière, pris la deuxième place des Natalma Stakes. Grande poulinière, elle est la mère de :
- Kamar (1976, par Key to The Mint) : Canadian Oaks, meilleure 3 ans canadienne en 1979. Mère de :
  - Key to The Moon (Wajima) : meilleur 3 ans canadien en 1984
  - Gorgeous (Slew o' Gold) : Ashland Stakes, Hollywood Oaks, Vanity Invitational Handicap, 2e Breeders' Cup Distaff.
  - Seaside Attraction (Seattle Slew) : 3e Acorn Stakes. Mère de :
    - Golden Attraction (Mr. Prospector) : 2 ans américaine de l'année en 1995.
    - Cape Town (Seeking The Gold) : Florida Derby..

  - Jood (Rahy), mère de : 
    - Fantastic Light (Rahy) : Cheval de l'année en Europe en 2001.
- Stellarette (1978, par Tentam) : Barbara Fritchie Handicap (Gr.3), mère de :
  - Cuddles (Mr. Prospector) : Hollywood Starlet Stakes (Gr.1)
- Love Smitten (1981, par Key to The Mint) : Apple Blossom Handicap (Gr.1), mère de : 
  - Thief of The Hearts (In The Wings) : Prix de Condé (Gr.3)
  - Water Poet (Sadler's Wells) : Prix de Reux, meilleur étalon du XXe siècle au Vénézuela.
  - Swain
- Dancing on a Cloud (1983, par Nijinsky) : Beverly D. Stakes.

### Pedigree
| Origines de Swain (IRE), mâle bai brun né en 1992 | Origines de Swain (IRE), mâle bai brun né en 1992 | Origines de Swain (IRE), mâle bai brun né en 1992 | Origines de Swain (IRE), mâle bai brun né en 1992 |
| ------------------------------------------------- | ------------------------------------------------- | ------------------------------------------------- | ------------------------------------------------- |
| Père Nashwan 1986                                 | Blushing Groom 1974                               | Red God                                           | Nasrullah                                         |
| Père Nashwan 1986                                 | Blushing Groom 1974                               | Red God                                           | Spring Run                                        |
| Père Nashwan 1986                                 | Blushing Groom 1974                               | Runaway Bride                                     | Wild Risk                                         |
| Père Nashwan 1986                                 | Blushing Groom 1974                               | Runaway Bride                                     | Aimée                                             |
| Père Nashwan 1986                                 | Height of Fashion 1979                            | Bustino                                           | Busted                                            |
| Père Nashwan 1986                                 | Height of Fashion 1979                            | Bustino                                           | Ship Yard                                         |
| Père Nashwan 1986                                 | Height of Fashion 1979                            | Highclere                                         | Queen's Hussar                                    |
| Père Nashwan 1986                                 | Height of Fashion 1979                            | Highclere                                         | Highlight                                         |
| Mère Love Smitten 1981                            | Key to The Mint 1969                              | Graustark                                         | Ribot                                             |
| Mère Love Smitten 1981                            | Key to The Mint 1969                              | Graustark                                         | Flower Bowl                                       |
| Mère Love Smitten 1981                            | Key to The Mint 1969                              | Key Bridge                                        | Princequillo                                      |
| Mère Love Smitten 1981                            | Key to The Mint 1969                              | Key Bridge                                        | Blue Banner                                       |
| Mère Love Smitten 1981                            | Square Angel 1970                                 | Quadrangle                                        | Cohoes                                            |
| Mère Love Smitten 1981                            | Square Angel 1970                                 | Quadrangle                                        | Tap Day                                           |
| Mère Love Smitten 1981                            | Square Angel 1970                                 | Nangela                                           | Nearctic                                          |
| Mère Love Smitten 1981                            | Square Angel 1970                                 | Nangela                                           | Angela's Niece (famille 14-c)                     |